# West-Nil-Virus

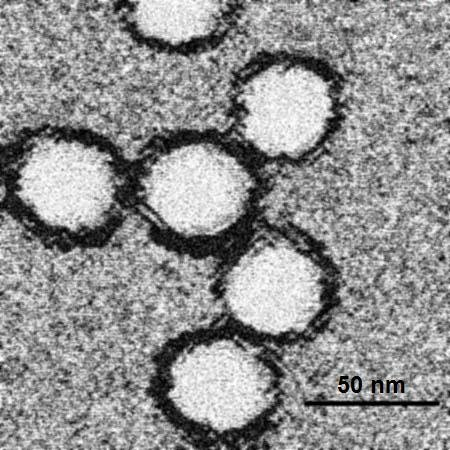
Weitere EM-Aufnahme von Partikeln des West-Nil-Virus

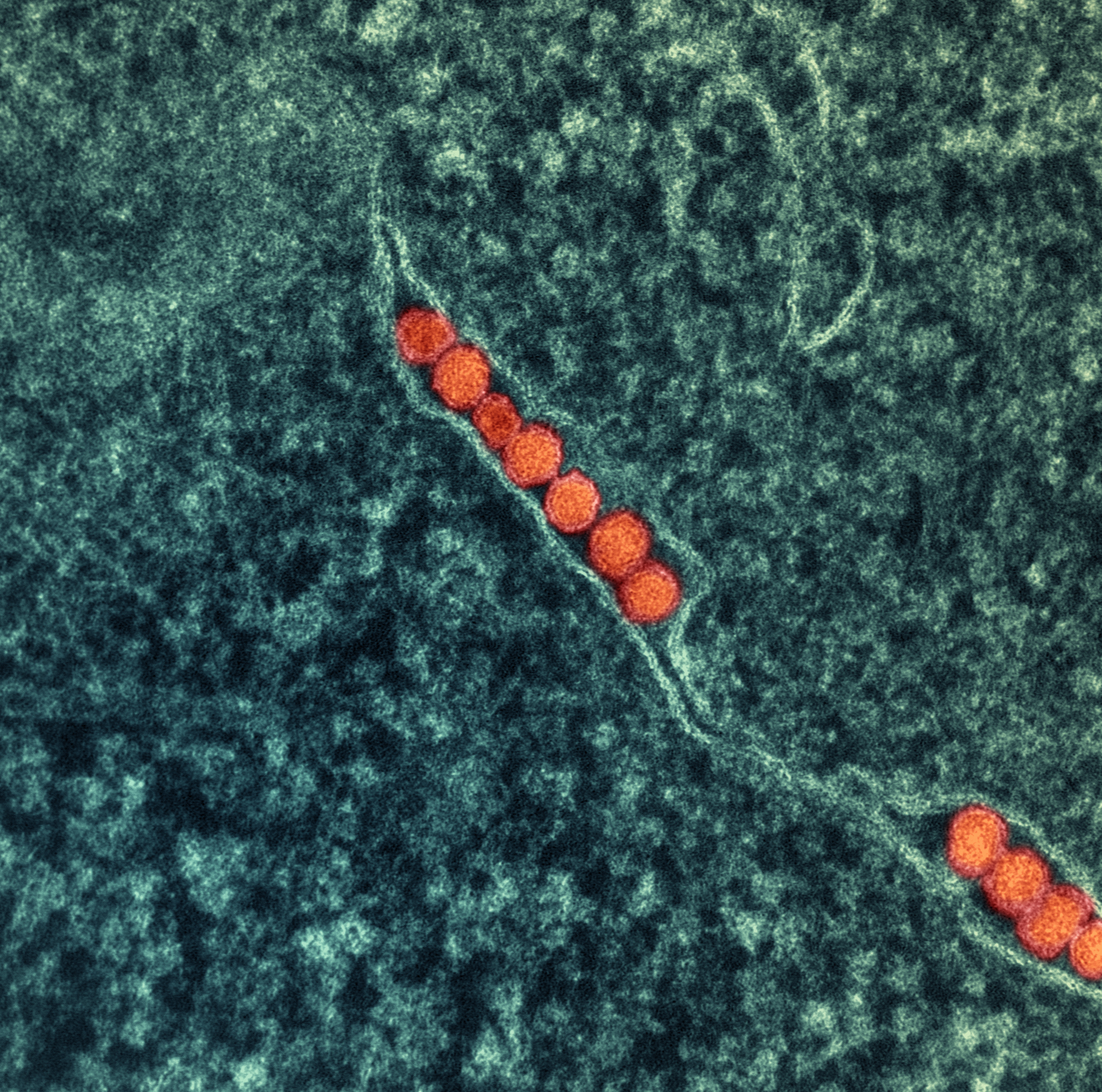
TEM-Aufnahme von Partikeln des West-Nil-Virus (orange), die sich im Zytoplasma einer infizierten VERO-E6-Zelle (türkis) replizieren.

Das West-Nil-Virus (englisch West Nile virus, WNV; Spezies Orthoflavivirus nilense) ist ein seit 1937 bekanntes behülltes RNA-Virus des Typs ss(+)-RNA aus der Familie Flaviviridae, das sowohl in tropischen als auch in gemäßigten Gebieten vorkommt. Das Virus infiziert hauptsächlich Vögel, kann aber auch auf Menschen, Pferde und andere Säugetiere übergehen. Die WNV-Infektion beim Menschen verläuft in der überwiegenden Zahl der Fälle (ca. 80 %) symptomlos. Die klinische Symptomatik wird West-Nil-Fieber genannt.

## Übertragung
Das Virus wird durch Stechmücken von einem Wirt zum nächsten übertragen. Als mögliche Überträger (oder Vektoren) kommen eine Vielzahl verschiedener Mückenarten vor allem der Gattungen Culex, Aedes und Ochlerotatus in Frage. Für die humanmedizinische Bedeutung sind aber vor allem Arten wichtig, die das Virus von ihren Reservoirwirten (also meist Vögeln) auf den Menschen übertragen (sogenannte Brückenvektoren). In der Gattung Culex sind dies vor allem Arten aus dem Culex pipiens-Komplex (Culex pipiens/molestus und Culex pipiens/quinquefasciatus). Ein weiterer möglicher Brückenvektor ist die Asiatische Tigermücke (Aedes albopictus); diese breitet sich als Neozoon in Europa aus und sticht sowohl Menschen als auch Vögel.
In einer im Januar 2006 im Magazin Journal of Experimental Medicine veröffentlichten Studie wird die Vermutung aufgestellt, dass eine Mutation des Gens CCR5 mit der Bezeichnung CCR5Δ32 (CCR5-Delta32) die Anfälligkeit eines Menschen für das West-Nil-Virus massiv erhöht. Diese Vermutung konnte 2008 durch eine Metaanalyse von Serumproben von Fällen der West-Nil-Fieber-Ausbrüche 2005 und 2006 in den USA erhärtet werden. Der mit der Gen-Mutation verbundene Wegfall von 32 Basenpaaren bewirkt auch eine beschränkte Resistenz gegen das an gewöhnliche CCR5-Rezeptoren andockende HIV. Diese Mutation stellt daher seit ihrer Entdeckung 1996 die Grundlage für die Entwicklung neuer CCR5-Fusions-Inhibitoren im Kampf gegen AIDS dar. Bisher waren keine negativen Auswirkungen bekannt. Es ist noch nicht geklärt, ob die CCR5Δ32-Mutation neben der Anfälligkeit auch die Schwere des Krankheitsverlaufes nach Infektion mit dem West-Nil-Virus beeinflusst. Das WNV bindet an Integrin β-3.

## West-Nil-Fieber
Das West-Nil-Fieber ist eine durch das West-Nil-Virus hervorgerufene Infektionskrankheit, die hauptsächlich bei Vögeln, gelegentlich aber auch bei Säugetieren (einschließlich des Menschen) auftritt.

### Krankheitsbild beim Menschen
Ein Großteil der WNV-Infektionen verläuft symptomlos. Etwa 20 Prozent der Infizierten entwickeln eine grippeähnliche fieberhafte Symptomatik mit abruptem Beginn, die ungefähr 3 bis 6 Tage anhält. Der Zeitraum zwischen Infektion und Auftreten erster Symptome beträgt 2 bis 14 Tage.
Nur jeder 150. Infizierte erkrankt schwer. Vom schweren Verlauf sind in der Regel ältere und vorerkrankte Personen betroffen. Nur bei einem Teil der Schwererkrankten tritt eine Meningitis auf, die zudem meist gutartig verläuft. In seltenen Fällen entwickelt sich eine Enzephalitis, die Spätfolgen nach sich ziehen kann (in ca. 50 % der Enzephalitisfälle), eine Entzündung des Herzens oder eine Entzündung der Leber.
In der Regel heilt das West-Nil-Fieber komplikationslos aus.

### Krankheitsbild beim Pferd
Bei etwa 20 Prozent der infizierten Pferde kommt es zum Auftreten von klinischen Symptomen. Zu der klinischen Symptomatik gehört Ataxie (schwankendes Gangbild, Stolpern, unkoordniertes Gehen etc.), Kreiswandern, Hinterhandschwäche, Tremor, Blindheit, Paralyse von Gesichtsnerven, Fieber und viele weitere neurologische Symptome. Etwa 30 Prozent der Pferde, welche neurologische Symptome zeigen, versterben.

### Therapie
West-Nil-Fieber wird symptomatisch behandelt. Es gibt keine spezifische antivirale Therapie. Eine Isolation der Erkrankten ist nicht nötig. Verläuft die Krankheit schwer, ist eine Überwachung im Krankenhaus sinnvoll, um beim Auftreten von Komplikationen rasch reagieren zu können.

### Prophylaxe
Für den Menschen ist keine Impfung verfügbar.
Für Pferde gibt es drei zugelassene Impfstoffe in Deutschland (Stand: Oktober 2018).

## Geschichte und Epidemiologie

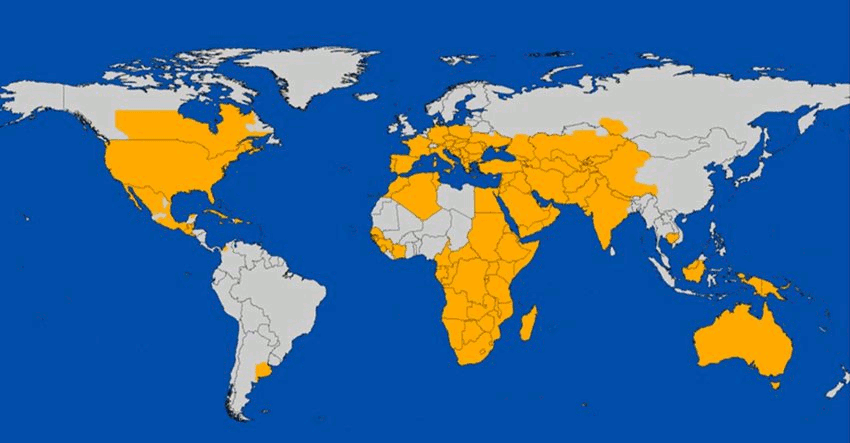
Weltweites Vorkommen des West-Nil-Virus 2006 nach Angaben der Centers for Disease Control and Prevention

Zum ersten Mal wurde das West-Nil-Virus 1937 im West-Nile-District von Uganda bei einer erkrankten älteren Frau isoliert, daher der Name. 1957 trat es in Israel auf und wurde weiterhin seit 1960 in Frankreich und Ägypten bei Pferden festgestellt.
In den letzten Jahrzehnten sind epidemische Häufungen der vom West-Nil-Virus ausgelösten Enzephalitis in Algerien (1994), Rumänien (1996/97), der Tschechischen Republik (1997), der Demokratischen Republik Kongo (1998), Russland (1999) und Israel (2000) dokumentiert worden. 2004 wurde es in Ungarn nachgewiesen und 2008 in Österreich.
In Dürre- und Hitzeperioden kann es zu einer sprunghaft vermehrten Ausbreitung kommen, da durch die fehlende Spülung in der Kanalisation und in Flussbetten vermehrt stehende Gewässer, z. B. in Form von Pfützen, entstehen, die von Stechmücken als Brutgewässer genutzt werden. Als Gegenmaßnahme wird versucht, Stechmücken als Überträger des Virus mit Pestiziden zu bekämpfen. Auch die Anwendung von Insektiziden im Fracht- und Personenbereich von Interkontinentalflugzeugen vor der jeweiligen Landung wurde weltweit erheblich verstärkt.

### USA (seit 1999)
Mit dem ersten Auftreten des West-Nil-Virus in Nordamerika 1999 rückte die Thematik in das mediale Rampenlicht. In den USA begann der Virusausbruch im Gebiet von New York City. Die ersten Anzeichen waren Vögel, die tot von den Bäumen des Central Parks fielen. Bald darauf wurden ältere Menschen in der Gegend infiziert und erkrankten. Deborah Asnis (1956–2015), eine Ärztin aus der New Yorker Bronx mit Tropenerfahrung, glaubte, das West-Nil-Fieber zu erkennen, und verständigte forschende Militärärzte des USAMRIID, die den Verdacht bestätigen konnten. Es breitete sich seitdem auf dem ganzen nordamerikanischen Kontinent aus. In den USA, die in Nordamerika weiterhin am stärksten betroffen sind, erreichte das Virus in jährlichen Wellen bis 2004 die Westküste. Dabei kam es besonders 2002 in den zentralen Bundesstaaten und 2003 in den Bundesstaaten der Rocky Mountains zu großen regionalen Ausbrüchen. Zwischen 2004 und 2011 wurden viele kleinere und einige größere regionale Ausbrüche mit starken Fluktuationen verzeichnet, wobei die Fallzahlen als tendenziell abnehmend interpretiert werden. Jedoch kam es 2012 wieder zu einer unerwartet großen Epidemie, von der besonders Texas mit fast 40 % aller Fälle – insbesondere in Dallas und Umgebung – betroffen war. Mit 236 Toten gilt die Epidemie als diejenige mit den bisher meisten Todesopfern. Dazu war etwa die Hälfte aller Fälle neuroinvasiv.
Statistik USA
Die Centers for Disease Control and Prevention dokumentieren seit 1999 folgende Zahlen für Infektionen und Todesfälle bei Menschen:
| Jahr        | 1999 | 2000 | 2001 | 2002 | 2003 | 2004 | 2005 | 2006 | 2007 | 2008 | 2009 | 2010 | 2011 | 2012 | 2013 | 2014 | 2015 | 2016 | 2017 | 2018 | 2019 | 2020 | 2021 |
| ----------- | ---- | ---- | ---- | ---- | ---- | ---- | ---- | ---- | ---- | ---- | ---- | ---- | ---- | ---- | ---- | ---- | ---- | ---- | ---- | ---- | ---- | ---- | ---- |
| Infektionen | 62   | 21   | 66   | 4156 | 9862 | 2539 | 3000 | 4269 | 3630 | 1356 | 720  | 1021 | 712  | 5674 | 2469 | 2205 | 2175 | 2149 | 2097 | 2647 | 971  | 731  | 2695 |
| Tote        | 7    | 2    | 10   | 284  | 264  | 100  | 119  | 177  | 124  | 44   | 32   | 57   | 43   | 286  | 119  | 97   | 146  | 106  | 146  | 167  | 60   | 66   | 191  |

Gemeldete West-Nil-Virus-Infektionen in den Vereinigten Staaten nach Counties
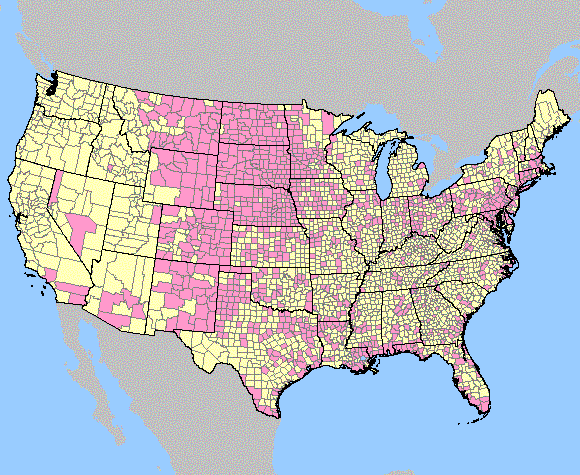
Mai 2003
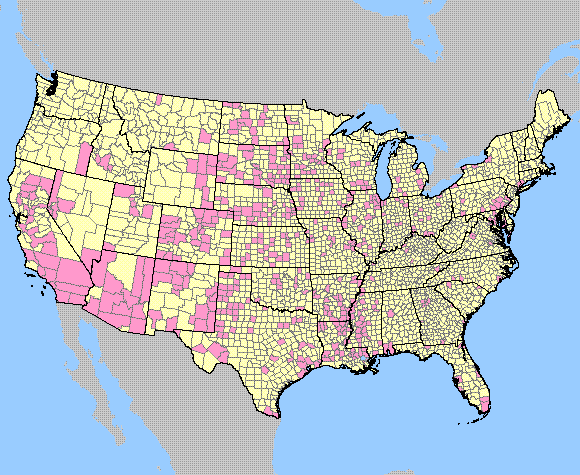
2004
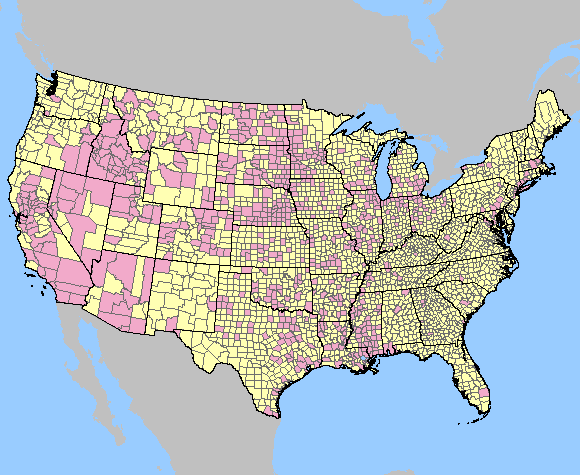
2006
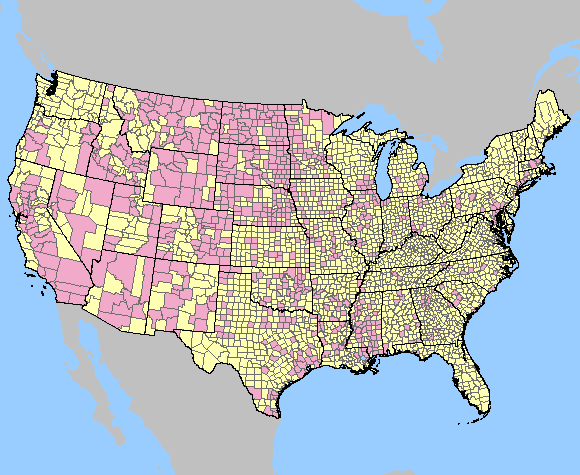
2007
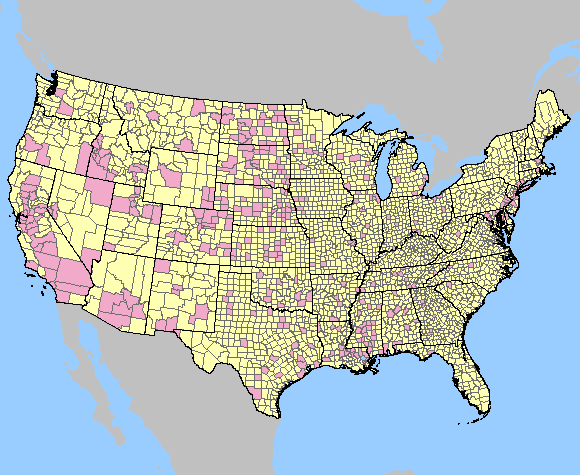
2008
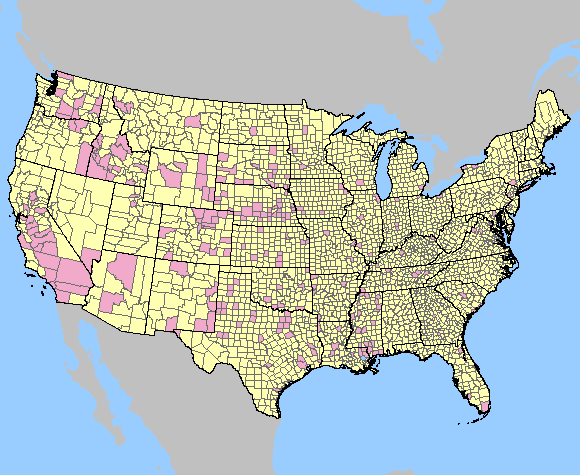
2009
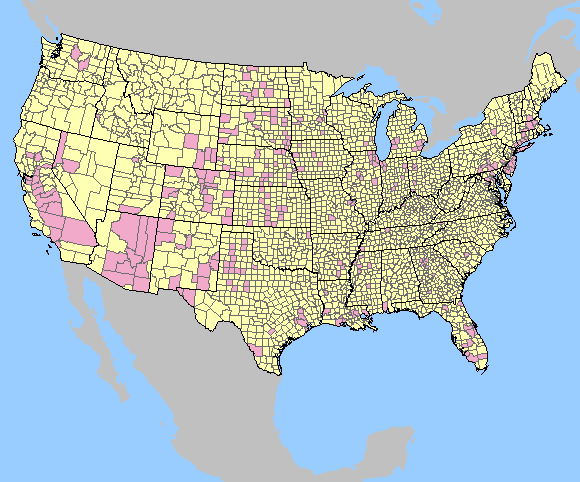
2010
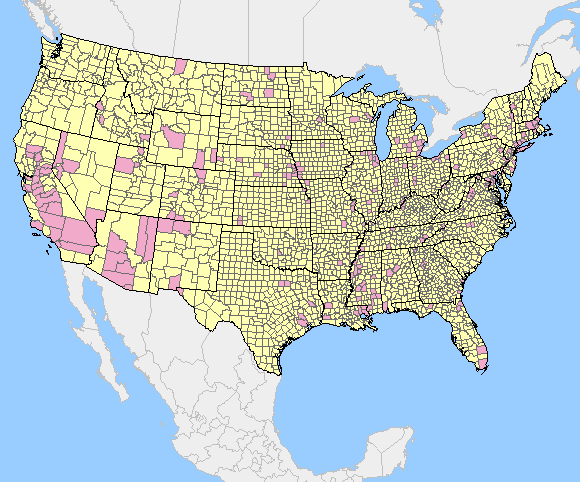
2011
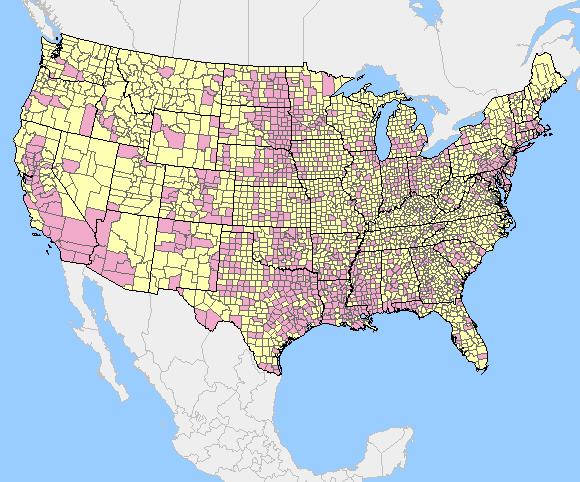
2012

### Europa (seit 1960)
Nach den ersten Nachweisen in Europa seit 1960 (siehe Abschnitt oberhalb) forderte das Virus 2010 in Griechenland bei 197 Erkrankten insgesamt 33 Todesopfer und trat auch im Folgejahr 2011 zum Teil in anderen Landesteilen wieder auf. Auch in Rumänien wurde im Jahr 2010 eine Häufung von Infektionen beobachtet, und es kam bei 50 dokumentierten Erkrankungen zu 5 Todesfällen.
Im Juli und August 2012 traten erneut Fälle des West-Nil-Fiebers in Griechenland auf. Dabei gab es drei Todesopfer, 44 weitere Menschen erkrankten.
2018 konnte sich das Virus auch in einigen EU-Staaten erneut ausbreiten; im August traten innerhalb einer Woche elf Todesfälle auf. In Serbien wurden seit Jahresbeginn 21 Todesfälle bestätigt, wie die Behörden mitteilten. Dort besteht vor allem in der Hauptstadt Belgrad die Gefahr, sich zu infizieren. In Griechenland stieg die Zahl der gestorbenen Menschen innerhalb einer Woche um 5 auf 16, wie die Behörde Keelpno gegenüber der Nachrichtenagentur ANA-MPA mitteilte. Die meisten Fälle wurden auf der Halbinsel Peloponnes und in den ländlichen Regionen rund um Athen sowie im Gebiet um die Hafenstadt Thessaloniki erfasst. In Italien gab es zwischen Anfang Juni und dem 23. August nach Angaben der Gesundheitsbehörde Istituto Superiore di Sanità zehn Tote. Dort sind der Norden sowie Teile Sardiniens besonders betroffen. In den drei Ländern wurden insgesamt rund 400 weitere Infektionen nachgewiesen.
In Italien breitet sich der Erreger laut der Gesundheitsbehörde jedoch bei verhältnismäßig vielen Patienten auf das Nervensystem aus. Insgesamt verliefen demnach 103 der bisher 255 bestätigten Infektionen schwer. Zum Vergleich wurden 2017 in Italien der Nachrichtenagentur Ansa zufolge insgesamt nur 55 Infektionen erfasst, 27 mit schwerem Verlauf. Dort starb in dem Jahr ein Mensch an der Infektion. Europaweit starben damals 26 Menschen.
Insgesamt registrierte die EU-Gesundheitsbehörde bis Ende Oktober 2018 mehr als 1460 Infektionen bei Menschen europaweit, mindestens 170 Menschen starben (Ganz 2017: 200 Infektionen, 25 Tote); zudem wurde in Deutschland der Erreger 2018 erstmals auch bei Vögeln und Pferden nachgewiesen (siehe folgender Abschnitt).
Seit Beginn der Übertragungssaison 2019 waren 33 Fälle bei Menschen in den EU-Mitgliedsstaaten gemeldet worden. Drei davon mit tödlichem Ausgang. Zum ersten Mal wurde ein Fall in Frankreich bekannt. Bei Pferden wurden im gleichen Bereich drei Fälle gemeldet. In EU-Nachbarstaaten waren bis zum Bekanntwerden in Deutschland im September 2019 keine Infektionen bekannt geworden.
Im Jahr 2020 wurden u. a. folgende Erkrankungen von der ECDC berichtet: Griechenland (143), Spanien (77), Italien (66), Niederlande (7), Rumänien (6), Ungarn (3) und Bulgarien (1). Todesfälle wurden bekannt aus Griechenland (23), Spanien (8), Italien (5), Rumänien (1) und Bulgarien (1).
Im Jahr 2021 wurden folgende Erkrankungen von der ECDC berichtet: Griechenland (57), Italien (55), Ungarn (7), Rumänien (7), Spanien (6) und Österreich (3). Todesfälle wurden aus Griechenland (8), Rumänien (1) und Spanien (1) berichtet.
Mit Stand vom 14. September 2022 waren der ECDC u. a. folgende Erkrankungen bekannt: Italien (472), Griechenland (192), Rumänien (34), Ungarn (9), Kroatien (5), Österreich (4) und Slowakei (1).

### Deutschland (seit 2018)
In Deutschland wurde das Virus erstmals Ende August 2018 bei drei Bartkäuzen aus einer Voliere im Zoo von Halle (Saale) nachgewiesen, von denen einer die Infektion nicht überlebte. Nach dem Nachweis des Virus begannen Experten dort mit dem Einsammeln von Mücken. Dazu wurden laut Friedrich-Loeffler-Institut (FLI) Mückenfallen mit Lockstoffen aufgestellt und Wasserflächen nach Eiern und Larven von Mücken abgesucht. In Bayern wurde das West-Nil-Virus Mitte September 2018 – ebenfalls bei einem verendeten Bartkauz – in einem Wildpark in Poing im oberbayerischen Landkreis Ebersberg nachgewiesen. Gleichfalls Mitte September 2018 wurde das Virus bei einem in Bad Düben (Sachsen) gehaltenen Habicht nachgewiesen, ferner in Berlin bei einer Schneeeule sowie bei mehreren Drosseln. In Plessa (Brandenburg) wurde das Virus Mitte September 2018 bei mehreren Pferden entdeckt und im Landkreis Rostock (Mecklenburg-Vorpommern) Ende September 2018 bei einer toten Drossel. Die Wahrscheinlichkeit, sich als Mensch in Deutschland zu infizieren, galt laut Bundesministeriums für Gesundheit als gering.
Auch im Sommer 2019 wurde das Virus wiederholt in den östlichen Bundesländern bei diversen Vögeln und auch bei Pferden nachgewiesen; zwei erkrankte Pferde wurden im September 2019 auch in Bayern nachgewiesen. Ende September 2019 wurde der erste Fall einer in Deutschland erworbenen Infektion beim Menschen bekannt. „Offenbar haben die durch den Klimawandel bedingten ungewöhnlich warmen Sommer der letzten beiden Jahre dazu beigetragen, dass sich das West-Nil-Virus nördlich der Alpen etabliert hat“, sagte Jonas Schmidt-Chanasit, Leiter der Virusdiagnostik am Bernhard-Nocht-Institut.
Mit Stand 10. September 2020 war das Virus in diesem Jahr in 27 Fällen bei Vögeln und Pferden in mehreren ostdeutschen Bundesländern nachgewiesen worden. In Leipzig, Meißen und Berlin erkrankten zudem mindestens neun Personen; bei mindestens sechs von ihnen wird angenommen, dass sie sich in Deutschland infizierten. Drei Patienten entwickelten eine Meningitis. Es sei laut Robert Koch-Institut davon auszugehen, dass es im August 2020 zu weiteren Infektionen bei Menschen ohne oder mit nur gering ausgeprägten Symptomen kam, da Krankheitsverläufe mit neurologischer Symptomatik selten sind. Für das Jahr 2021 wurden in Deutschland insgesamt vier Erkrankungen amtlich registriert, mit Stand vom 14. September 2022 waren laut European Centre for Disease Prevention and Control (ECDC) drei weitere Erkrankungen bekannt geworden; zudem wurden mehrere Ausbrüche in der Pferdehaltung dokumentiert.
Im Jahr 2023 gab es in Deutschland 18 bestätigte Infektionen bei Pferden und 24 bei Zoo- und Wildvögeln (FLI, Stand 27. November 2023), die Mehrzahl davon in Ostdeutschland. Im Jahr 2024 gab es mindestens zwei Infektionen bei Greifvögeln (Januar in Brandenburg und Juli ein Habicht in Berlin).

## Meldepflicht
Das Vorkommen bei Vögeln oder Pferden ist in Deutschland eine anzeigepflichtige Tierseuche. Seit 2016 ist, nach § 7 des deutschen Infektionsschutzgesetzes, der direkte oder indirekte Erregernachweis beim Menschen an das Gesundheitsamt namentlich meldepflichtig, wenn der Nachweis auf eine akute Infektion hindeutet.
In Österreich unterliegen Krankheits- und Todesfälle der Meldepflicht.
In der Schweiz ist der positive laboranalytische Befund zum West-Nil-Virus meldepflichtig und zwar nach dem Epidemiengesetz (EpG) in Verbindung mit der Epidemienverordnung und Anhang 3 der Verordnung des EDI über die Meldung von Beobachtungen übertragbarer Krankheiten des Menschen.

## Folgen für die Blutspende
Das West-Nil-Virus kann über nicht virusinaktivierte Blutprodukte übertragen werden. In Einzelfällen reicht dabei auch eine geringe Viruskonzentration in den Blutprodukten.
Um das Übertragen des Erregers über Blutprodukte zu verhindern, müssen durch den pharmazeutischen Unternehmer, der das Blutprodukt gewinnt, entsprechende Maßnahmen getroffen werden. Infizierte Personen dürfen grundsätzlich kein Blut spenden. Personen, die in den letzten 28 Tagen aus einem Risikogebiet für die Übertragung des WNV wiedergekehrt sind, müssen zurückgestellt werden. Alternativ kann das Spenderblut solcher Personen auf den Erreger getestet oder eine pathogen-inaktivierende Maßnahme durchgeführt werden.